# تالسا (فیلم)
تالسا (انگلیسی: Tulsa) فیلمی در ژانر درام به کارگردانی استارت هایسلر است که در سال ۱۹۴۹ منتشر شد.

## بازیگران
- چیل ویلز
- اد بگلی
- لوید گوگ
- پدرو آرمنداریز
- رابرت پرستون
- سوزان هیوارد
- فرانک هاگنی